# Ngampel (Balong)
Ngampel is een bestuurslaag in het regentschap Ponorogo van de provincie Oost-Java, Indonesië. Ngampel telt 3469 inwoners (volkstelling 2010).